# Suurijärvi (sjö i Suonenjoki, Norra Savolax, 62,48 N, 27,06 Ö)
Suurijärvi är en sjö i kommunerna Suonenjoki och Pieksämäki i landskapen Norra Savolax och Södra Savolax i Finland. Sjön ligger 122,5 meter över havet. Den är 8 meter djup. Arean är 56 hektar och strandlinjen är 6,17 kilometer lång. Sjön  ingår i Kymmene älvs huvudavrinningsområde.   Den ligger omkring 55 kilometer sydväst om Kuopio, omkring 88 kilometer norr om S:t Michel och omkring 280 kilometer norr om Helsingfors. 